# Blue Jasmine
Blue Jasmine är en dramafilm från 2013 med manus och regi av Woody Allen.
På Oscarsgalan 2014 vann Cate Blanchett för Bästa kvinnliga huvudroll, Woody Allen nominerades för Bästa originalmanus och Sally Hawkins nominerades för Bästa kvinnliga biroll.
Jasmine Francis (Blanchett) är en bortskämd överklasshustru som får veta att hennes make, gestaltad av Alec Baldwin, är en ekonomisk brottsling av stora mått. Hon flyttar från hemmet i New York till sin syster i San Francisco och försöker där hantera den uppkomna situationen.

## Rollista
- Cate Blanchett – Jeanette "Jasmine" Francis
- Alec Baldwin – Hal Francis, Jasmines ex-man
- Sally Hawkins – Ginger, Jasmines syster
- Bobby Cannavale  Chili, Gingers fästman
- Louis C.K. – Al, Gingers älskare
- Andrew Dice Clay – Augie, Gingers ex-man
- Peter Sarsgaard – Dwight Westlake, Jasmines fästman
- Michael Stuhlbarg – Dr. Flicker, Jasmines chef
- Tammy Blanchard – Jane, en vän till Jasmine
- Max Casella – Eddie, Chilis vän
- Alden Ehrenreich – Danny Francis, Jasmines styvson
- Barbara Garrick – Diane, en vän till Jasmine
- Emily Bergl – Hal, en vän till Jasmine